# Fernando de Laserna
Fernando de Laserna est un homme politique espagnol, ministre d'État et secrétaire d'État (équivalent du premier ministre) entre le 17 octobre et le 3 décembre 1813.